# Brauerei Gebr. Sünner

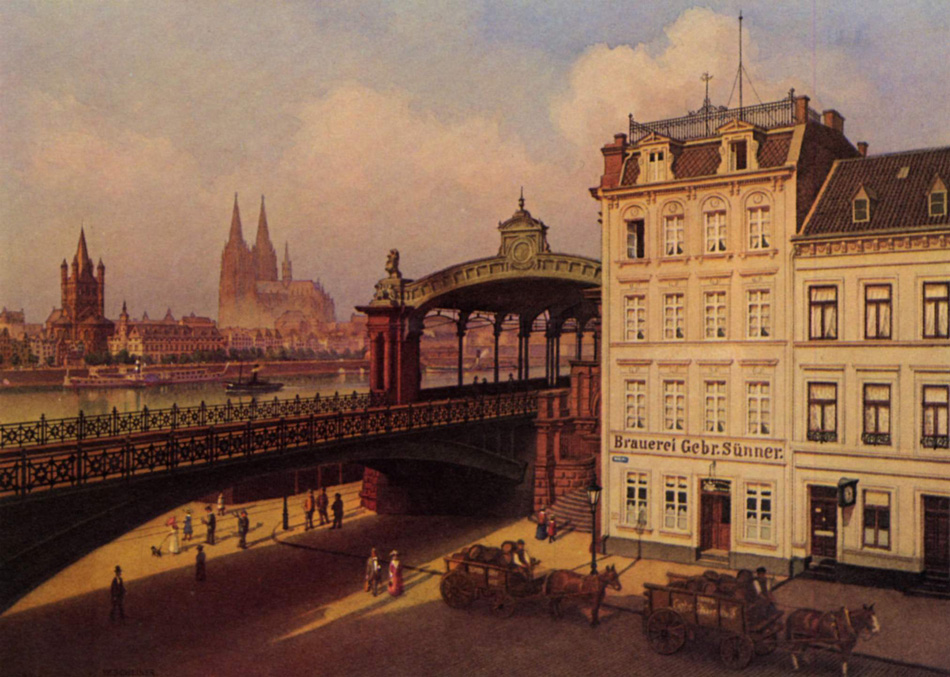
Brauhaus an der Deutzer Freiheit

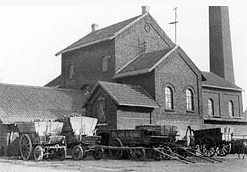
Zeche Neu-Deutz, 1858

Brauereigelände im Jahre 1900

Die 1830 gegründete Gebr. Sünner GmbH & Co. KG ist die älteste noch produzierende Brauerei Kölns. Neben Kölsch braut Sünner Weizenbier und ungefiltertes obergäriges Bier. An die Brauerei angeschlossen ist eine Brennerei, die verschiedene Schnäpse und Liköre produziert. Das von 1888 bis 1890 erbaute Hauptgebäude der Zechenbrauerei in Köln-Kalk ist das älteste noch in ursprünglicher Funktion betriebene Industriedenkmal der Stadt Köln.
Zum 1. Januar 2022 übernahm die Brauerei zur Malzmühle die Firma Gebr. Sünner GmbH & Co. KG. Teile des Unternehmens werden in der Gebr. Sünner Verwaltung GmbH fortgeführt, das Sünner Kölsch und diverse andere Produkte werden auch nach der Übernahme weiter produziert. Zusätzlich verlagerte das übernehmende Unternehmen seine eigene Produktion zu Sünner.

## Geschichte
Die Brauerei wurde 1830 in Deutz durch Franz Hess, einem Schwager von Christian Sünner gegründet. Die Hausbrauerei lag an der Deutzer Freiheit, direkt am Anleger der acht Jahre zuvor errichteten Schiffsbrücke Köln, der damals einzigen Kölner Brücke über den Rhein. Zur Wahl dieses Standorts dürfte weiterhin beigetragen haben, dass eines der beiden Brückenzoll-Häuschen sowie ein im Fluss verankertes Schwimmbad ganz in der Nähe lagen. Die Hausbrauerei wurde anfangs Zum Schiffgen genannt. Nach dem Tod der Eheleute Hess übernahm Christian Sünner 1846 die Brauerei.
1882 wurde der Bahnhof Schiffbrücke der Bergisch-Märkischen Eisenbahn-Gesellschaft direkt vor dem Brauhaus eröffnet.
Wegen der verkehrsgünstigen Lage steigerte sich der Kundenzulauf des Gasthauses ständig, sodass der Bierbedarf von der kleinen Hausbrauerei nicht mehr gedeckt werden konnte. Um eine neue Produktionsanlage zu errichten, kaufte Sünner 1858 vom Braunkohlebergwerksbesitzer Wilhelm Eckardt im benachbarten Kalk ein 2,5 Hektar großes Gelände der Gewerkschaft Neu-Deutz. Die dort bestehende Zeche war wegen in den Stollen eindringendem Grundwasser nie in Betrieb genommen worden, doch konnte dieses Stollenwasser wegen seiner Reinheit als Brauwasser für die Sünner-Biere verwendet werden. Die zugehörigen Bergwerksbauten wurden später als Lagerräume genutzt.
1860 konnte die Zechenbrauerei den Betrieb aufnehmen. An die Brauerei war das große Gartenrestaurant Zur Zeche angeschlossen, das sich innerhalb kurzer Zeit zu einer beliebten Gaststätte entwickelte. Die Kapazität der Brauerei wurde in den folgenden Jahrzehnten mehrfach durch technische Modernisierungen, wie zum Beispiel eine Kältemaschine, und Erweiterungsbauten der steigenden Nachfrage angepasst, sodass im Jahre 1900 ein Produktionsvolumen von 70.000 Hektoliter Bier erreicht wurde.
Die Brauerei wurde nach dem Ersten Weltkrieg in eine Kommanditgesellschaft umgewandelt. Persönlich haftende Teilhaber wurden Albert, Ernst und Christian und Alexander Sünner. Die Schnapsbrennerei musste durch Rohstoffmangel in der Hungerzeit im Ersten Weltkrieg stillgelegt werden. Sie konnte die Produktion erst 1918 wieder aufnehmen. Nach Eröffnung der Deutzer Hängebrücke wurde 1920 die Deutzer Uferpromenade umfangreich ausgebaut. Dort wurden die Sünner-Terrassen eröffnet. Neben den firmeneigenen Gaststätten in Kalk und Deutz wurden unter anderem die Kölner Brauhausgaststätte Zur Henne und das Muschelhaus Bier-Esel beliefert.
Das durch Fliegerbomben im Zweiten Weltkrieg zerstörte Stammhaus an der Deutzer Freiheit wurde nicht wieder aufgebaut. Die Sünner-Terrassen, die in den Nachkriegsjahren eins der beliebtesten Ausflugslokale in Köln waren, wurden Mitte der 1960er-Jahre abgerissen, da dort die Hauptverwaltung der Lufthansa gebaut wurde. Neben Bock-, Export- und Lagerbier wurde die Produktpalette der Sünner-Brauerei 1906 um ein obergäriges helles Bier erweitert, das erstmals 1918 mit dem Zusatz „echt Kölsch“ beworben wurde.

## Gebäude

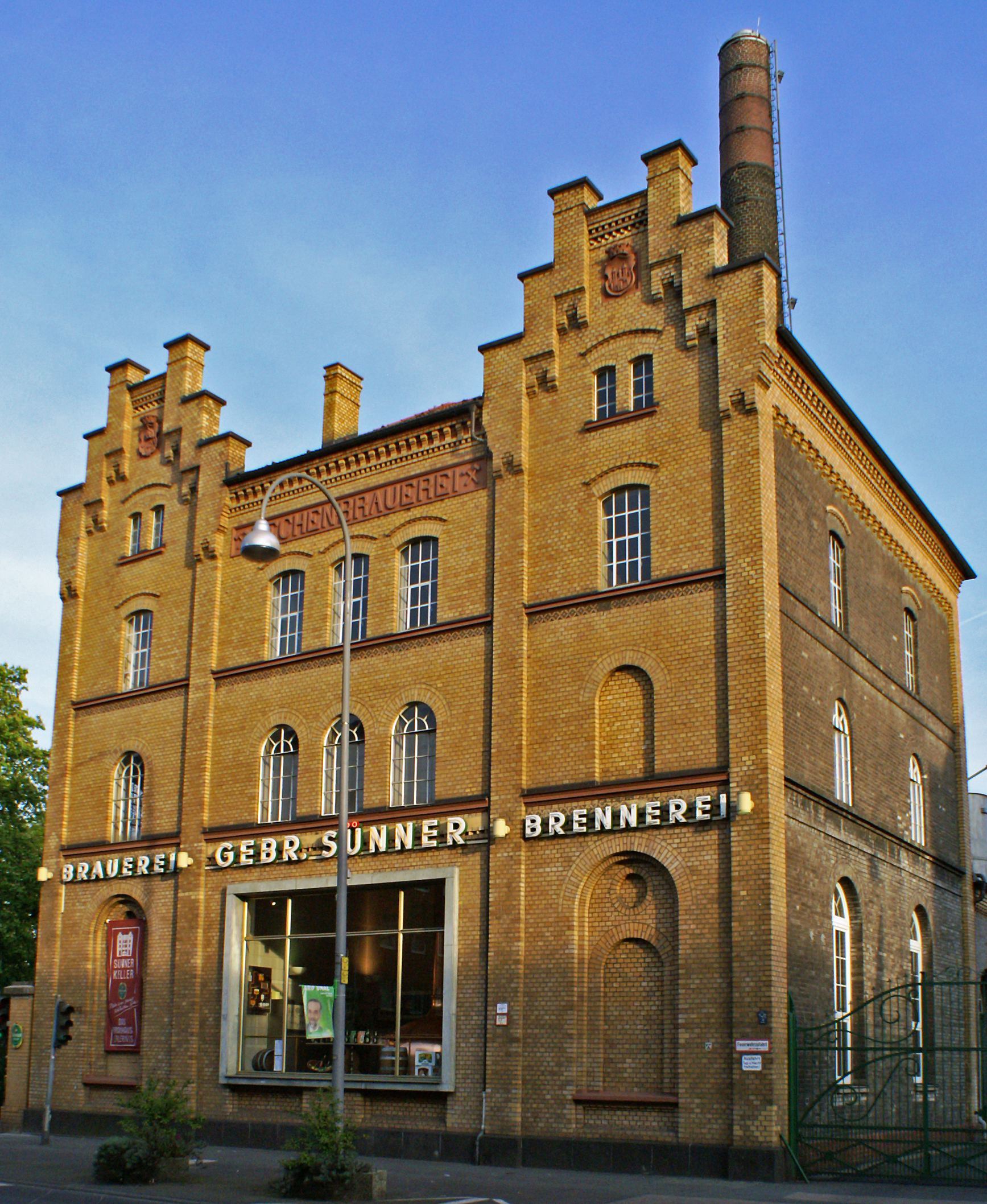
Zechenbrauerei

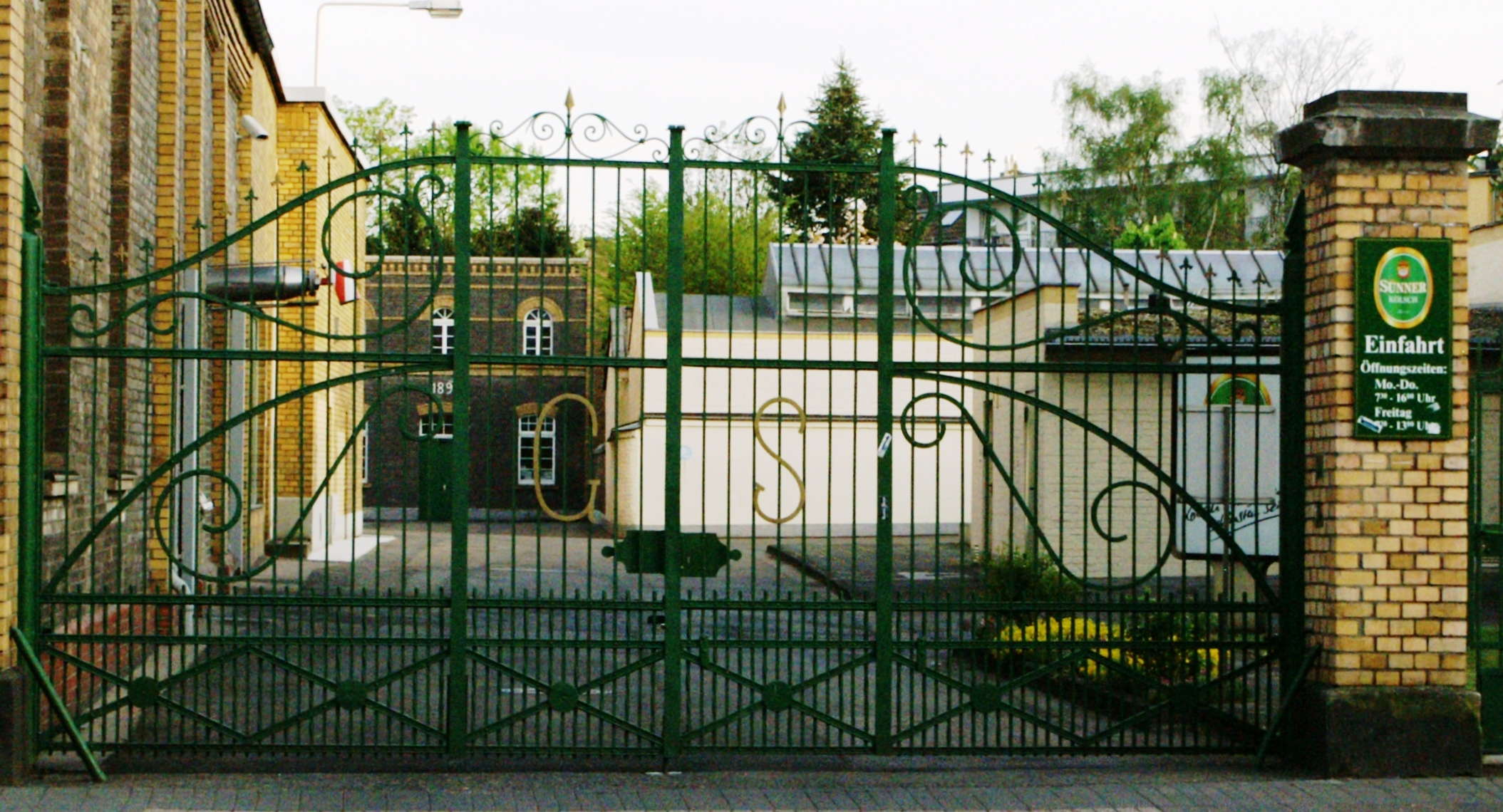
Eingangstor und Kutschenhaus

Von der Kalker Hauptstraße aus ist der von 1888 bis 1890 erbaute dreigeschossige Backsteinbau sichtbar. Die Wappen von Kalk und Deutz zieren die Stufengiebel des straßenseitig mit gelben Ziegeln verblendeten Gebäudes. Ein großes mittiges Fenster im Erdgeschoss, eingebaut in den 1950er-Jahren, erlaubt einen Blick auf die kupferne Würzepfanne der Brauerei. Mittig im Obergeschoss wurde über den drei zentralen Rundbogenfenstern der Schriftzug „Zechenbrauerei“ angebracht, links und rechts flankiert von den Bergbausymbolen Schlägel und Eisen. Das im Zweiten Weltkrieg stark beschädigte Gebäude wurde bis zum Anfang der 1950er-Jahre wieder komplett aufgebaut, gleichzeitig wurden die Produktionsanlagen modernisiert.
An der Gebäuderückseite befindet sich ein neueres Maschinen- und Kesselhaus. Im hinteren Teil des Brauereigeländes stehen ein Stallgebäude, das im Jahre 1898 erbaut wurde, eine 1907 fertiggestellte Kellerei sowie ein Verwaltungsbau. Im Stallgebäude, das auch Platz für Pferdefutter und -wagen bot, sind noch heute die Pferdeboxen zu erkennen.
Am 26. Juli 1983 wurden die straßenseitige Einfriedung mit den beiden Toren, das vordere Gebäude mit Sudhaus, Maschinen- und Kesselhaus mit dem Schornstein und dem jetzigen Brennereigebäude, der Verwaltungsbau mit der seitlichen Kellereihalle und der Laderampe sowie das Kutscher- und Remisengebäude unter Denkmalschutz gestellt. Bei umfangreichen Sanierungsarbeiten wurden von 1989 bis 1991 die Gebäude modernisiert und gleichzeitig optisch dem Ursprungszustand angeglichen. Die durch Umwelteinflüsse, insbesondere durch die in den Abgasen der ehemaligen Kalker Industrie enthaltenen luftverunreinigenden Stoffe, stark verschmutzten Fassaden der historischen Gebäude wurden am Ende der 1990er-Jahre mittels Hochdruckreiniger gesäubert.
Die Traditionsbrauerei öffnete am 23. April 2009, angrenzend an den Biergarten, den Sünner-Keller, der auf etwa 1000 Quadratmetern in den historischen Kellergewölben Brauhausspezialitäten sowie Räumlichkeiten für Veranstaltungen offeriert. Der historische Sünner-Keller ist auch Ausgangs- und Endpunkt der etwa 75-minütigen Brauerei- und Brennereibesichtigungen, die von Sünner angeboten werden.

## Das Unternehmen bis 2021
Das Unternehmen mit Sitz im rechtsrheinischen Kölner Stadtteil Kalk befand sich in Familienbesitz und wurde von Astrid Schmitz-DuMont geführt. Mit etwas mehr als  10.000 Hektoliter jährlicher Bierproduktion, 20.000 hl inklusive im Lohnbrau hergestellter Biere (2021) zählte Sünner zu den mittelgroßen Kölsch-Brauereien.
Obwohl die ehemalige Geschäftsführerin Ingrid Müller-Sünner († 2013), die Mutter von Astrid Schmitz-DuMont, mit Hermann R. Müller, einem der Gesellschafter der Früh-Brauerei verheiratet war, gehen die Brauereien geschäftlich getrennte Wege. Durch die rückläufige Anzahl an gastronomischen Betrieben im Kölner Raum fiel der Fassbierausstoß der Brauerei kontinuierlich, da dort der Hauptabsatzmarkt von Sünner-Kölsch liegt. Der Fassbieranteil der Produktion lag bei zirka 50 %. Seit 2007 wurde für den Krefelder Getränkehändler trinkgut im Lohnbrau Traugott Simon Kölsch sowie seit Januar 2016 Colonius Kölsch hergestellt.
Zudem wurden für die Brauerei Joh. Cramer & Cie. KG aus Nideggen die Sorten Cramer obergärig, Cramer Edel-Pils und Cramer Malz gebraut. Schmitz Kölsch war ebenfalls ein Lohnabfüllprodukt der Brauerei. Seit 2017 wurde das Craft-Bier Hircus Malz-Bock mit 7,2 % sowohl als Fass- als auch als Flaschenbier vermarktet. Seit 2013 werden Limonaden in drei Geschmacksrichtungen (Kölsches Wasser *pink, *orange und *grün) hergestellt. Darüber hinaus bot die Brauerei ihr hauseigenes Brunnenwasser als Tafelwasser (Kölsches Wasser *mit und *ohne) an.

## Die Marke ab 2022
Zum 1. Januar 2022 übernahm die Brauerei zur Malzmühle die von der Corona-Epidemie stark getroffene Firma Gebr. Sünner GmbH & Co. KG Brauerei und Brennerei. Am Standort in Köln-Kalk bleibt der Braubetrieb, Brauhaus und Biergarten sowie die Marke erhalten. Die Produktion von Mühlen Kölsch wurde vom Heumarkt nach Kalk verlagert.

## Produkte

### Brauerei

Annonce der Sünner-Brauerei aus dem Jahre 1921

Für das Bierbrauen verwendet Sünner nach eigenen Angaben nur Braugerste aus heimischem Anbau, Hopfen aus der Hallertau, eigene Reinzuchthefe und weiches Wasser aus dem eigenen Brunnen. Die Würze reift in der Sünner-Brauerei unter Hinzugabe von obergäriger Hefe im offenen Gärverfahren. Die bei der Gärung des Bieres entstehenden geschmacksschädlichen Stoffwechselprodukte wie Gerb- und Bitterstoffe können bei diesem Verfahren noch aus dem Bier entfernt werden. Bei einer geschlossenen Gärung ist dies in dieser Form nicht mehr möglich. Da diese Methode sehr arbeitsintensiv und damit teuer ist, wird dieses Verfahren in Köln nur noch von wenigen Brauereien angewendet. Anschließend wird das Jungbier noch rund drei Wochen in Tanks zur Endreifung gelagert, bevor es in die Abfüllung gelangt.

### Brennerei
Es wird 96,5-prozentiger Alkohol gebrannt, der als Grundlage für ein Spirituosensortiment verwendet wird. Die Spirituosen reifen und lagern im sogenannten Likör-Keller, einem Gewölbekeller unterhalb der Brennerei. Neben Gin wird Limoncello produziert. Früher wurden weitere Produkte auf Weizenkornbasis hergestellt.

### Marketing und Vertrieb

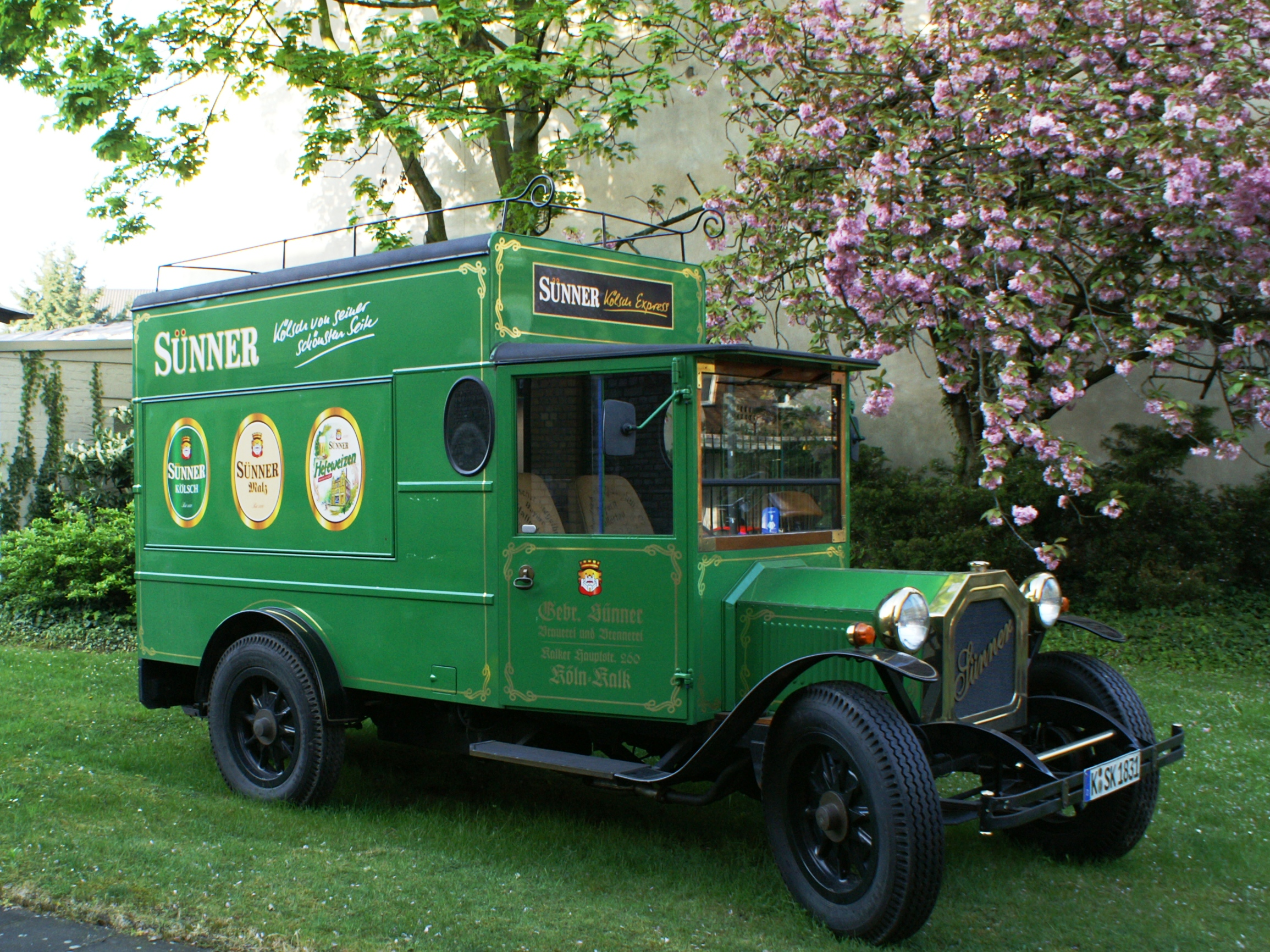
Sünner-Kölsch-Express

Das Hauptprodukt Sünner Kölsch wird, wie viele andere Kölschmarken, nur regional angeboten. Die Lieferung der Produkte an Einzelhandel und Gaststätten erfolgt im gesamten Vertriebsgebiet meistenteils mit firmeneigenen Fahrzeugen. Das Unternehmen besaß zahlreiche Gaststätten, die brauereigebunden verpachtet werden. Zu den bekanntesten Objekten zählen das Muschelhaus Bier-Esel und das Brauhaus Sünner im Walfisch. Durch feste Verträge mit Veranstaltern und Festzeltverleihern kam Sünner-Kölsch auf vielen Festen zum Ausschank. Innerhalb des Brauereigeländes richtete Sünner einen Biergarten und einen Brauhauskeller ein, die von der Sünner Gastronomie GmbH betrieben wurden.

## Galerie

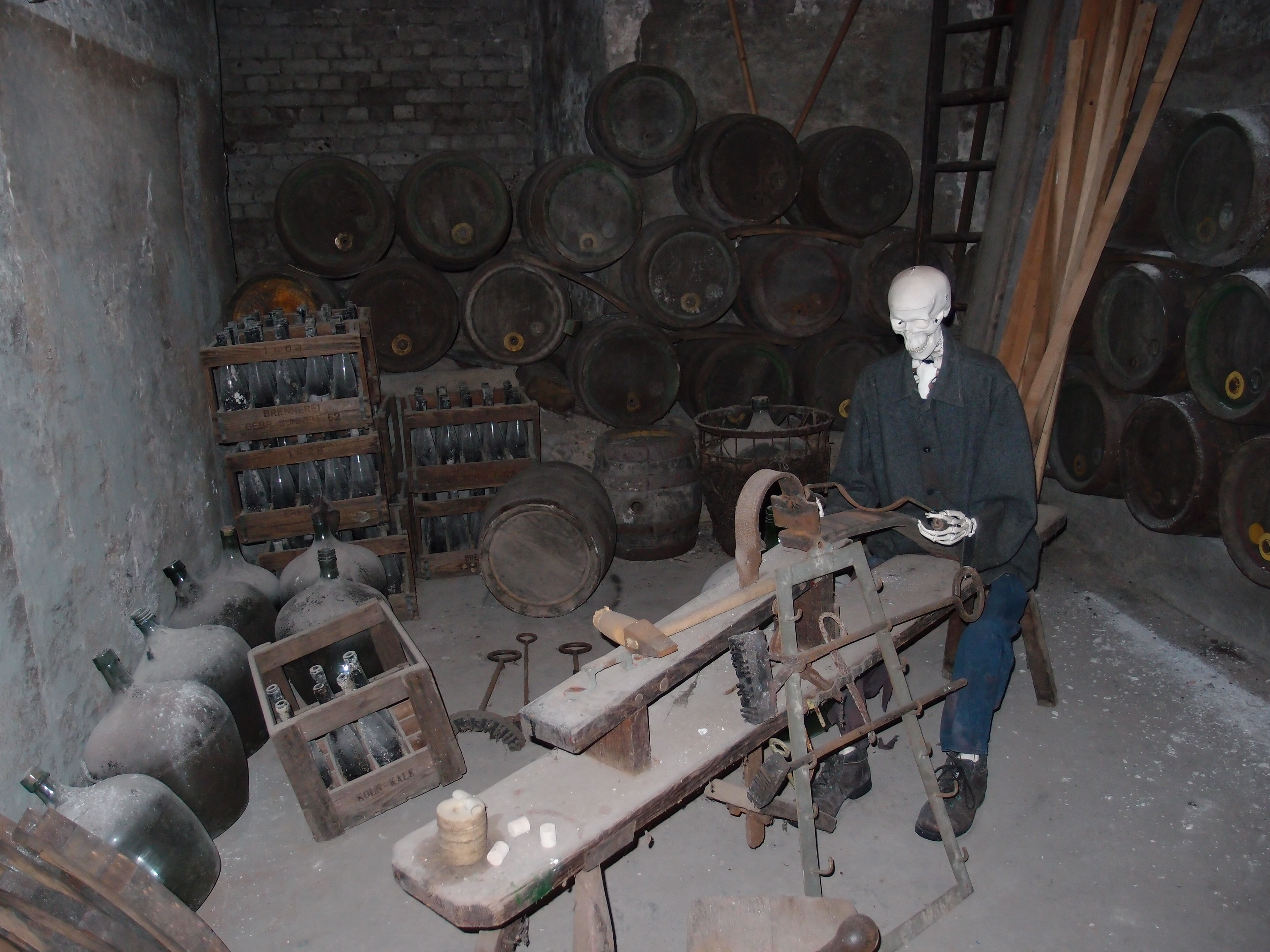
Küferei (Museum)
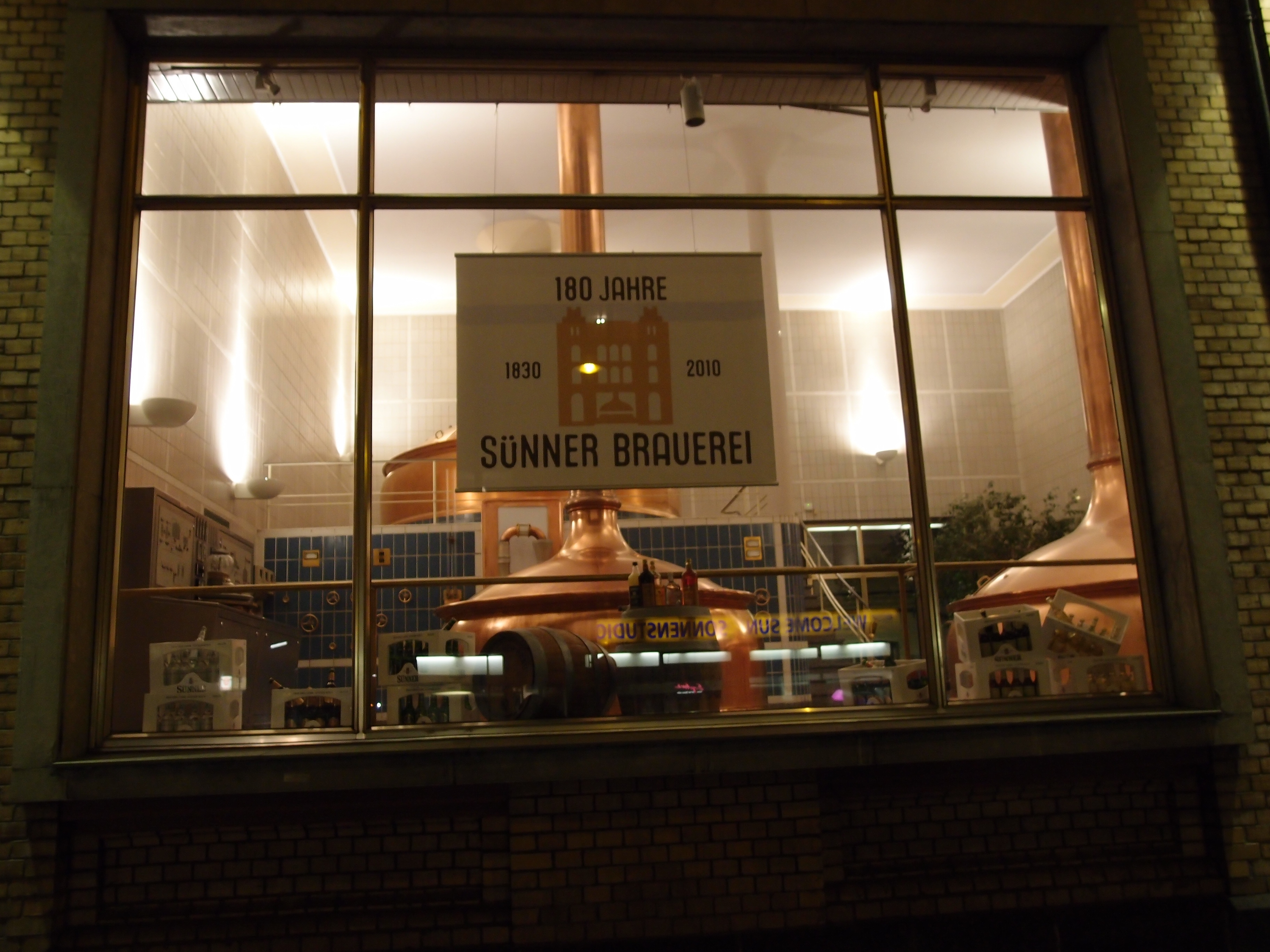
Historisches Sudhaus
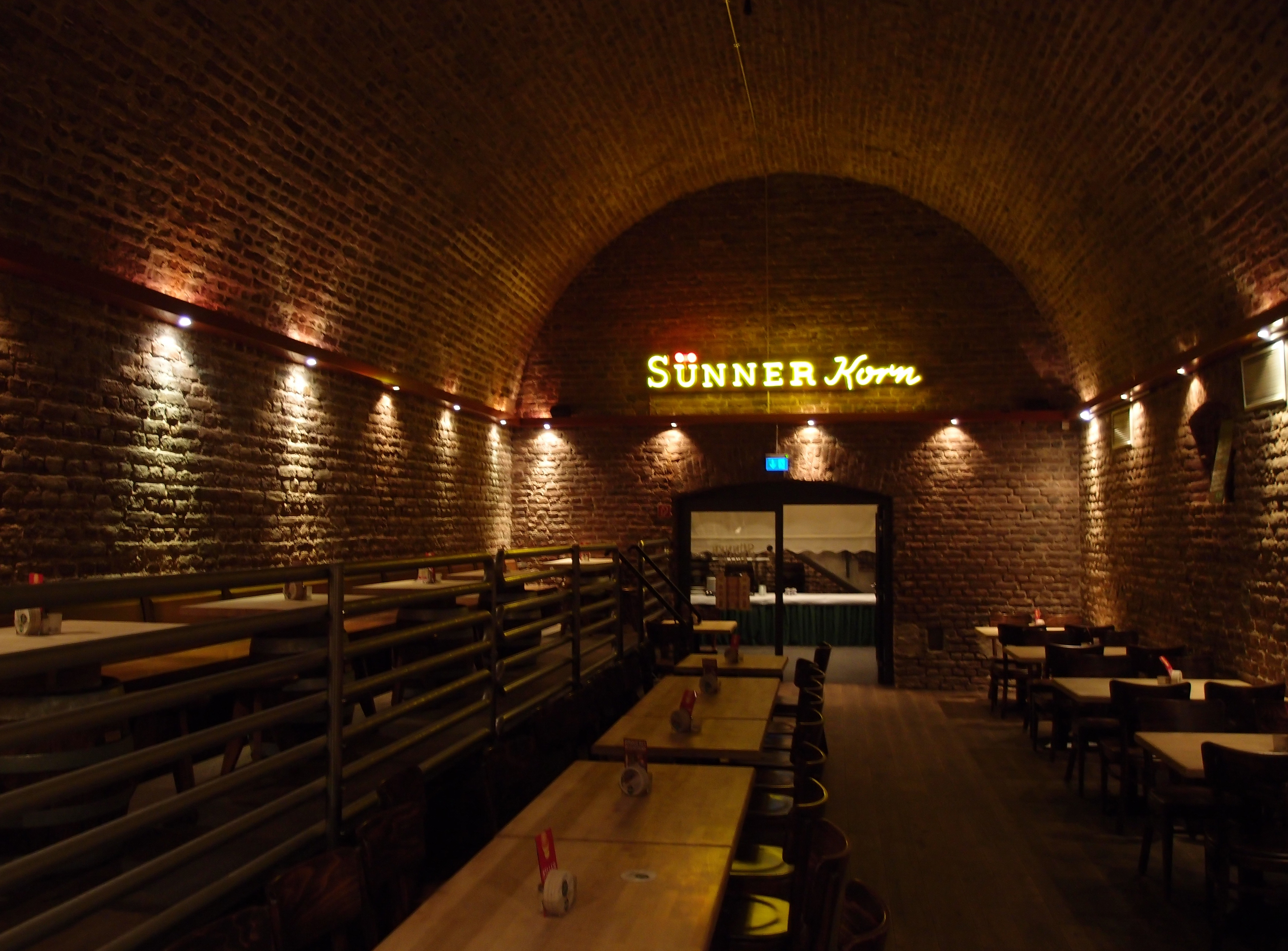
Sünner-Keller (Brauhaus)
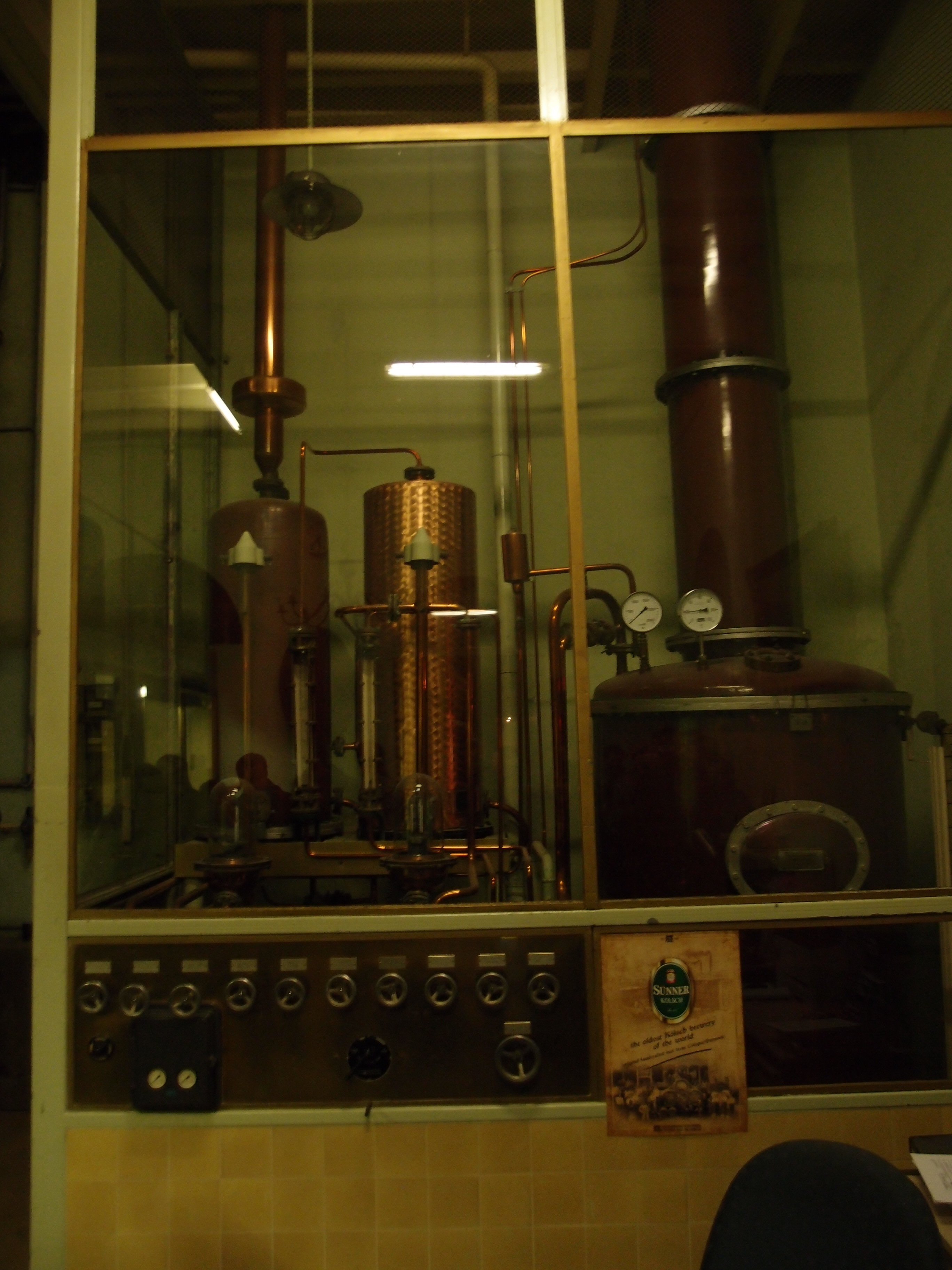
Destillerie

## Produkte
- Sünner Kölsch – klassisches obergäriges Kölsch
- Sünner Hefeweizen – hefetrübes Weizenbier
- Sünner BioColonia – ungefiltertes (Bio-) Kölsch (Wieß)
- Sünner Malz – alkoholfreier Malztrunk
- Sünner Kölsches Wasser mit/ohne – Tafelwasser aus eigenem Brunnen
- Sünner No. 1 – feiner Weizenbrand
- Wacholdergeist – Wacholderbrand
- Sünner Feiner Korn – Korn
- Sünner Doppelkorn – doppelt gebrannter Korn
- Sünner Mälzchen – Malzlikör
- Sünner Dry Gin No. 260 – Gin
- Sünner Akrobat – Kräuterlikör

Sünner Kölsch
Sünner Malz
Sünner Hefeweizen
Sünner Kölsches Wasser